# Ritratto di giovane (Tiziano Monaco)
Il Ritratto di giovane è un dipinto a olio su tela incollata su tavola (89x73 cm) di Tiziano, databile al 1520 circa e conservato nell'Alte Pinakothek a Monaco.

## Storia
L'opera proviene dalla galleria dell'Elettore di Düsseldorf. Somigliante al Ritratto di giovane del Museo Fesch, è di solito datato di poco anteriore a due altri ritratti al Louvre, il Ritratto d'uomo e l'Uomo dal guanto.
Un tempo era ritenuto, erroneamente, ritratto di Pietro Aretino.

## Descrizione e stile
Da uno sfondo scuro emerge un personaggio maschile a mezza figura, girato frontalmente verso lo spettatore, con la testa ruotata di tre quarti verso sinistra. Indossa una casacca nera, un mantello scuro bordato di pelliccia e una camicia bianca. Le mani sono una appoggiata sul fianco, con un gesto di spavalda signorilità, e l'altra, con un anello, sull'elsa della spada. Intensa è l'individuazione fisiognomica e il colloquio psicologico con lo spettatore.